# Sommo sacerdote (mormonismo)
In molte denominazioni dei mormoni, un Sommo sacerdote è un membro del sacerdozio all'interno dell'ordine di Melchisedec. I Sommi sacerdoti sono in genere i più anziani e saggi leader all'interno del sacerdozio. Il termine deriva in parte dal libro della Bibbia Lettera agli Ebrei dove si descrive Gesù Cristo come "un sommo sacerdote dopo esser stato ordinato da Melchisedec." (5:10; vedi anche 6:20). Il fondatore del movimento, Joseph Smith, Jr. ordinò il suo primo sommo sacerdote nel 1831.
I Sommi sacerdoti sono organizzati nei Quorum. Il primo presidente del quorum dei sommi sacerdoti della chiesa fu il fratello giovane di Joseph Smith, Don Carlos Smith.

## Sommi sacerdoti nella chiesa mormone
Nella Chiesa di Gesù Cristo dei santi degli ultimi giorni, i sommi sacerdoti sono responsabili principalmente del benessere spirituale dei membri e dell'amministrazione delle chiese locali chiamate rioni e pali.
Come le altre cariche ecclesiastiche nella Chiesa di Gesù Cristo dei santi degli ultimi giorni, i sommi sacerdoti sono organizzati in quorum. Il Quorum dei Sommi Sacerdoti, tuttavia, è organizzata a livello di palo, con il presidente del quorum che è anche il presidente di palo. A differenza di questo, i quorum del sacerdozio degli uffici dei diaconi, insegnanti e sacerdoti sono organizzato a livello di rione. In comune con il vescovo, il presidente di palo organizza un "gruppo" di sommi sacerdoti in ogni rione. Ogni gruppo ha un suo leader che in genere sceglie due assistenti e un segretario per aiutarlo. Gli incarichi gestiti generalmente includono l'insegnamento familiare e l'assistenza ai maschi adulti che non sono ancora anziani a prepararsi a ricevere il Sacerdozio di Melchisedec. I Sommi sacerdoti sono anche responsabili del tempio e della storia della famiglia all'interno del rione. Membri assegnati dal Vescovo del rione o dal Presidente del ramo per essere insegnanti familiari sono generalmente vedove, vedovi, sorelle sole. In un distretto non ci sono quorum di Sommi sacerdoti. Gli uomini che ricoprono la carica di sommo sacerdote si uniscono al quorum degli anziani del ramo che vivono lì.
Ci sono una serie di posizioni nella chiesa dei santi degli ultimi giorni che possono essere ricoperte solo dai sommi sacerdoti. Tra le altre c'è il Presidente del palo e i suoi consiglieri, i membri dell'Alto concilio e il presidente di missione. Un vescovo deve essere un sommo sacerdote, a meno che non dimostri un diritto-di-lignaggio alla vocazione (vedi D&C 107:69). I consiglieri dei vescovi in genere sono sommi sacerdoti, ma questo non è necessario e il consiglieri in un rione di studenti non sono ordinati sommi sacerdoti per ricoprire questa posizione. Un Presidente di ramo e i suoi consiglieri non necessariamente devono essere sommi sacerdoti. Ogni sommo sacerdote può essere eletto per essere membro della Prima Presidenza, ma nelle pratiche recenti molti membri della Presidenza sono apostoli.